# Den röda amuletten
Den röda amuletten är skriven av Michael Moorcock.
Fantasyroman nummer 43.
Originalets titel: "The Mad God's Amulett".
Översättning: Magnus Eriksson.
ISBN 91-7898-154-9